# Victoria Duval
Victoria Duval (Miami, 30 de noviembre de 1995) es una jugadora de tenis profesional estadounidense.
Duval ha ganado uno de sencillos y un título de dobles en el ITF gira en su carrera. El 4 de agosto de 2014 alcanzó su mejor ranking en singles el cual fue 87 del mundo.

## Títulos ITF

### Individual (1)
| Torneos de $100,000 |
| Torneos de $75,000  |
| Torneos de $50,000  |
| Torneos de $25,000  |
| Torneos de $15,000  |
| Torneos de $10,000  |

| N.º | Fecha                  | Torneo          | Superficie | Oponentes   | Resultado |
| --- | ---------------------- | --------------- | ---------- | ----------- | --------- |
| 1.  | 3 de noviembre de 2013 | Toronto, Canadá | Dura (i)   | Tímea Babos | 7–5, ret. |

### Finalista (1)
| N.º | Fecha              | Torneo                 | Superficie | Oponentes      | Resultado |
| --- | ------------------ | ---------------------- | ---------- | -------------- | --------- |
| 1.  | 27 de mayo de 2012 | Sumter, Estados Unidos | Dura       | Louisa Chirico | 4-6, 3-6  |

### Dobles (1)
| Torneos de $100,000 |
| Torneos de $75,000  |
| Torneos de $50,000  |
| Torneos de $25,000  |
| Torneos de $15,000  |
| Torneos de $10,000  |

| N.º | Fecha                  | Torneos         | Superficie | Pareja           | Oponentes                    | Resultado           |
| --- | ---------------------- | --------------- | ---------- | ---------------- | ---------------------------- | ------------------- |
| 1.  | 1 de noviembre de 2013 | Toronto, Canadá | Dura (i)   | Françoise Abanda | Melanie Oudin Jessica Pegula | 7-6(5), 2-6, [11-9] |

### Finalista (2)
| N.º | Fecha                 | Torneos              | Superficie | Pareja           | Oponentes                           | Resultado |
| --- | --------------------- | -------------------- | ---------- | ---------------- | ----------------------------------- | --------- |
| 1.  | 24 de octubre de 2011 | Bayamon, Puerto Rico | Dura       | Allie Kiick      | Chanel Simmonds Ajla Tomljanovic    | 3-6, 1-6  |
| 2.  | 26 de octubre de 2013 | Saguenay, Canadá     | Dura (i)   | Françoise Abanda | Marta Domachowska Andrea Hlaváčková | 5-7, 3-6  |